# Paul Lincke

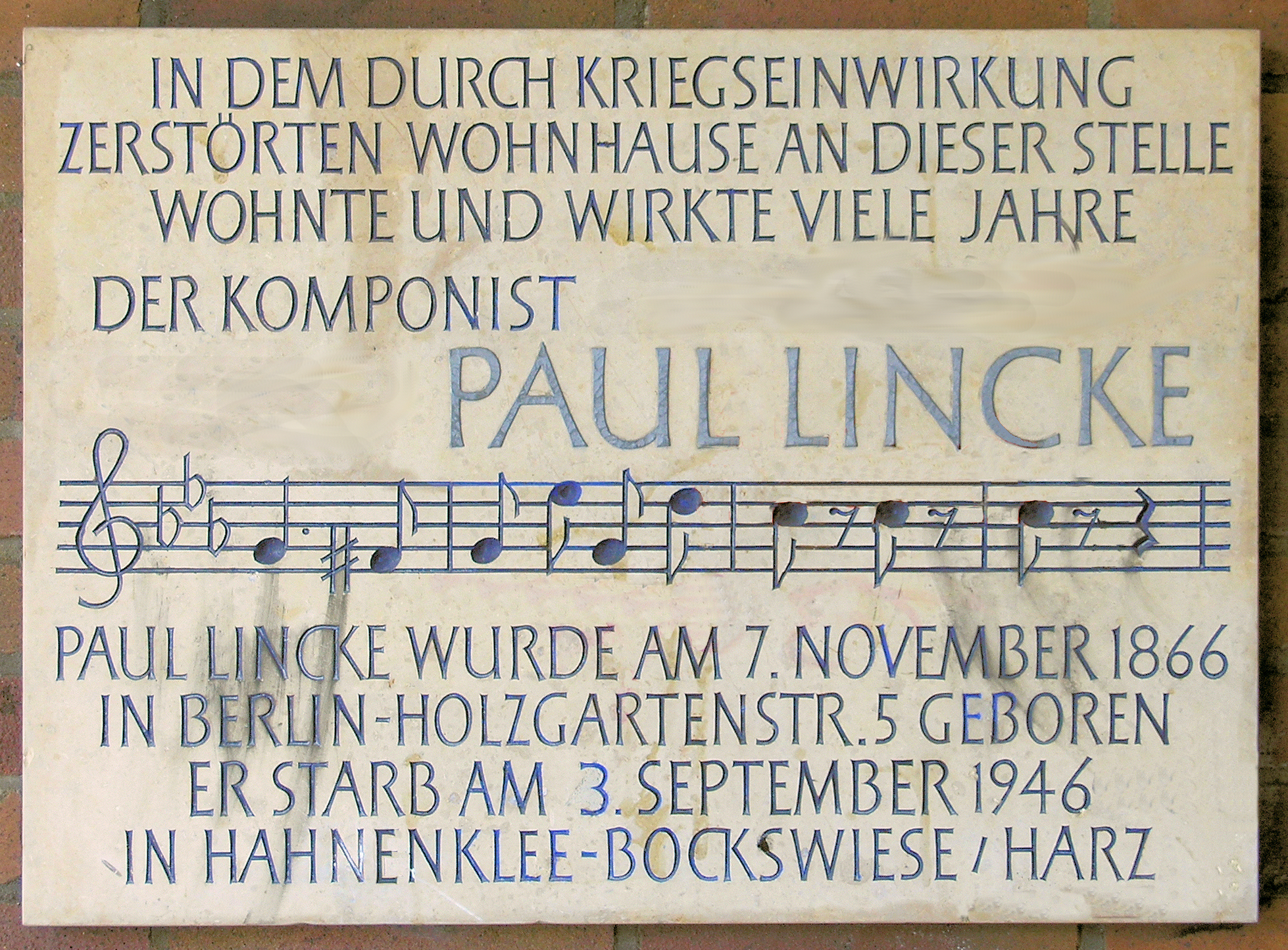
Herinneringstableau in Oranienstraße 64, Berlijn

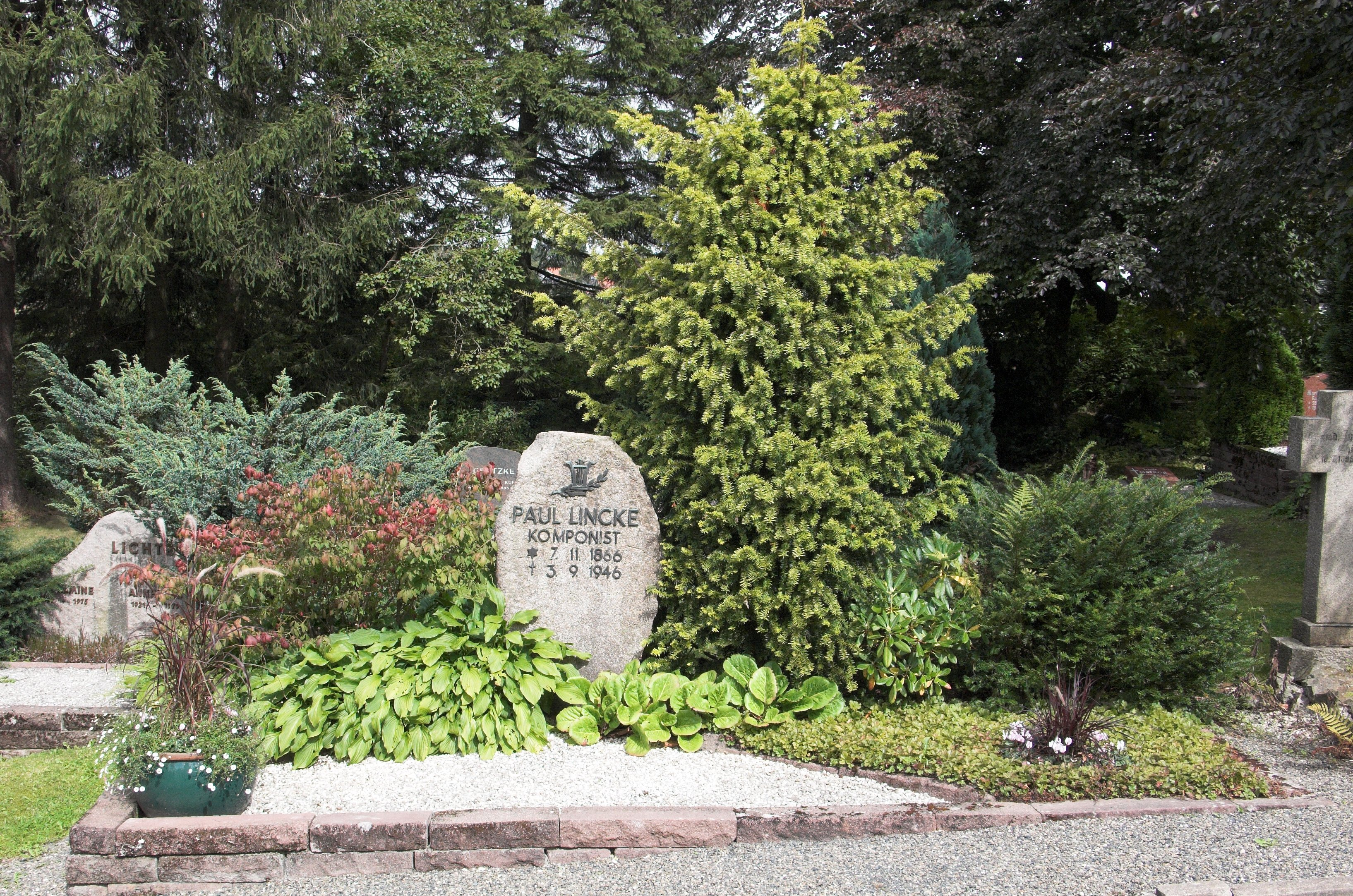
Graf van Lincke, begraafplaats van Hahnenklee

Carl Emil Paul Lincke (Berlijn, 7 november 1866 - Hahnenklee bij Goslar (Nedersaksen), 3 september 1946) was een Duits componist en theaterkapelmeester. Hij wordt gezien als de 'Vader' van de Berlijnse Operette. Veel bekende melodieën, waarvan men denkt dat het oude volksliedjes zijn, zijn in werkelijkheid composities van Lincke, maar worden niet direct met hem geassocieerd, bijvoorbeeld "Das macht die Berliner luft, luft, luft" uit Frau Luna, in Nederland bekend als Een reisje langs de Rijn van Willy en Willeke Alberti en eerder Louis Davids.

## Levensloop
Pauls vroege herkenbare muzikaliteit uitte zich in zijn hang naar militaire muziek. Daarom stuurde zijn moeder hem na afloop van de Realschule voor studie naar Wittenberge. Hier werd hij bij de Wittenberger Stadtmusikkapelle door Rudolf Kleinow tot fagottist opgeleid. Daarnaast leerde hij ook tenorhoorn, slagwerk, piano en viool spelen.
Paul Lincke woonde hoofdzakelijk in Berlijn en werd op 19-jarige leeftijd al theaterkapelmeester en muziekuitgever. Vanaf 1893 was hij kapelmeester van het Apollo-Theater in Berlijn. Als componist en dirigent begeleidde hij orkesten door Duitsland en in de Europese hoofdsteden alsook de Verenigde Staten.
In 1943 was Lincke gastdirigent in Mariënbad om daar zijn compositie "Frau Luna" op te voeren, waarvan de officiële première in 1899 in Berlijn was. Tijdens zijn afwezigheid werden zijn huis en uitgeverij in de Berlijnse Oranienstraße platgebombardeerd.
Na de Tweede Wereldoorlog wilde Lincke naar Berlijn terugkeren, hetgeen hem door de tweedeling van de stad niet meer lukte.
Met behulp van de Amerikaanse generaal Pierce trok hij vervolgens, met zijn huishoudster die al 35 jaar voor hem zorgde, naar Arzberg (Opper-Franken). Het klimaat daar deed de reeds aangeslagen en verzwakte Lincke geen goed en daarom zorgden vrienden in Lautenthal (Oberharz) ervoor dat hij naar Hahnenklee kon verhuizen. Hier stierf hij twee maanden voor zijn tachtigste verjaardag. Na een rouwdienst in de Stabkirche Hahnenklee werd zijn stoffelijk overschot bijgezet op de begraafplaats van Hahnenklee. 

## Ereburgerschap
Op 7 november 1941 werd hem ter gelegenheid van zijn 75-ste verjaardag het ereburgerschap van zijn geboortestad verleend, de penning uitgereikt door Joseph Goebbels. Zijn betekenis voor Berlijn is te vergelijken met die van Johann Strauss voor Wenen en Jacques Offenbach voor Parijs.

## Paul-Lincke-Ring
In 1955 heeft de gemeente Hahnenklee-Bockswiese (na gemeentelijke herindeling in 1972 Stad Goslar) de Paul-Lincke-Ring in het leven geroepen. De prijs wordt elke twee jaar uitgereikt aan artiesten met buitengewone verdiensten voor de Duitstalige amusementsmuziek. Enkele winnaars zijn: Udo Jürgens (1981), René Kollo (1991), Peter Maffay (1995) en Freddy Quinn (1997).

## Werken (selectie)

### Werken voor orkest
- 1900 Loreley-Walzer uit de operette "Fräulein Loreley", voor orkest
- 1901 Man schwebt dahin, wals
- 1901 Mein Juwel, wals
- 1901 Tipp-Topp!, polka
- 1903 Die Meistersinger von Berlin, groot zangselectie voor gemengd koor en orkest
- Am Bosporus, intermezzo
- Der Weg zum Herzen, Gavotte
- Folies Bergère, mars voor orkest
- Geburtstagsständchen, intermezzo voor orkest
- Heimlich, still und leise, intermezzo voor orkest
- Isolabella Romanze
- Nautilus, intermezzo voor orkest
- Siamesische Wachtparade, intermezzo voor orkest
- Sie kommen, karakterstuk

### Werken voor harmonieorkest
- Bis früh um fünfe, kleine Maus, mars
- Das ist der Zauber von Berlin, mars
- Das ist die Berliner Luft, mars uit de burleske Berliner Luft (1904)
- Es war einmal, lied uit operette Im Reiche des Indra
- Glühwürmchen, idyll uit de operette: Lysistrata
- Gri-Gri, uit de operette Grigri
- Märkische Heide, märkischer Sand, marslied
- Ob du mich liebst, lied uit de operette Nakiris Hochzeit

### Muziektheater

#### Operettes
| Voltooid in | titel                                    | aktes                                    | première                                                          | libretto                                    |
| ----------- | ---------------------------------------- | ---------------------------------------- | ----------------------------------------------------------------- | ------------------------------------------- |
| 1897        | Venus auf Erden                          | 1 akte                                   | 6 juni 1897, Berlijn, Apollo-Theater                              | Alfred Schmasov                             |
| 1899        | Frau Luna                                | 1 akte; later ook een versie met 2 aktes | 31 december 1899, Berlijn, Apollo Theater                         | Heinrich Bolten-Baeckers                    |
| 1899        | Im Reiche des Indra                      | 1 akte                                   | 18 december 1899, Berlijn, Apollo Theater                         | Alfred Schmasov en Leopold Ely              |
| 1900        | Fräulein Loreley                         | 1 akte                                   | 15 oktober 1900, Berlijn, Apollo Theater                          | Heinrich Bolten-Baeckers                    |
| 1902        | Lysistrata                               | 1 akte                                   | 1 april 1902, Berlijn, Apollo Theater                             | Heinrich Bolten-Baeckers en Max Neumann     |
| 1902        | Nakiris Hochzeit, of Der Stern von Siam  | 2 aktes                                  | 6 november 1902, Berlijn, Apollo Theater                          | Heinrich Bolten-Baeckers                    |
| 1903        | Am Hochzeitsabend                        | 1 akte                                   | 1903, Keulen                                                      | Heinrich Bolten-Baeckers                    |
| 1905        | Prinzessin Rosine                        | 2 aktes                                  | 18 november 1905, Berlijn, Apollo Theater                         | Heinrich Bolten-Baeckers                    |
| 1911        | Grigri                                   | 3 aktes                                  | 25 maart 1911, Keulen, Metropol Theater                           | Heinrich Bolten-Baeckers naar Jules Chancel |
| 1913        | Casanova; 2e versie: Der König der Liebe | 3 aktes                                  | 5 november 1913, Chemnitz, Stadttheater; 2e versie: 1931, Dresden | Willi Steinberg en Jacques Glück            |
| 1940        | Ein Liebestraum                          | 3 aktes                                  | 1940, Hamburg, Theater an der Reeperbahn                          | Alexander Oskar Erler en Max Neumann        |

#### Balletten
| Voltooid in | titel               | aktes   | première        | libretto                | choreografie |
| ----------- | ------------------- | ------- | --------------- | ----------------------- | ------------ |
| 1896        | Unter den Linden    | 3 aktes | 1896, Berlijn   | Benno Jacobson          |              |
| 1911        | Champagner-Visionen | 1 akte  | 1911, Darmstadt | Helene Thiele-Leonhardt |              |

#### Revue
- 1908 Donnerwetter, tadellos! ook bekend onder de titel: Berlin so siehste aus, voorspel en negen taferelen - libretto: Julius Freund - première: 15 september 1908, Berlijn, Metropol-Theater
- 1909 Halloh! Die große Revue!, zeven taferelen, - libretto: Julius Freund - première: 18 september 1909, Berlijn, Metropol-Theater
- 1924 Einst und Jetzt, - première: 1924, Berlijn

### Wals- en dansliederen
- Schenk' mir doch ein kleines bißchen Liebe
- Schlösser, die im Monde liegen (uit: Frau Luna)

### Overig
- Verkehrte Welt (1895)
- Eine lustige Spreewaldfahrt (1897)
- Im Riesengebirge (1902)
- Außer Rand und Band (1905)
- Hochparterre links (1906)
- Eine lustige Doppelehe (1906)
- Fräulein Kadett (1914)